# 揖斐川町立清水小学校
揖斐川町立清水小学校（いびがわちょうりつ きよみずしょうがっこう）は、岐阜県揖斐郡揖斐川町にある公立小学校。

## 概要
- 通学区域は長良、清水、島、福島であり、公立中学校の進学先は揖斐川町立揖斐川中学校である[1]。
- 敷地は清水城[2]址である。

## 沿革
- 1873年（明治6年） - 
  - 協同義校が開校。三輪村、大光寺村、小野村、小谷村、志津山村、上野村、上岡島村、下岡島村、清水村、嶋村、長良村の児童が通学。
  - 協同義校から清水村、長良村が離脱し、協養義校を開校する。
- 1875年（明治8年） - 現在地に移転。
- 1880年（明治13年） - 清水小学校に改称する。
- 1884年（明治17年） - 
  - 島小学校[3]が清水小学校に統合される。
  - 公郷村の修身小学校へ通学していた福島村の児童が転入する。
- 1886年（明治19年） - 清水尋常小学校に改称する。
- 1889年（明治22年）7月1日 - 清水村、嶋村、福島村、長良村が合併し、清水村になる。
- 1941年（昭和16年）4月 - 清水国民学校に改称する。
- 1944年（昭和19年） - 校舎の一部を陸軍野戦病院として使用する。
- 1947年（昭和22年）4月 - 清水村立清水小学校に改称する。
- 1955年（昭和30年）4月1日 - 揖斐町、清水村、大和村、小島村、北方村が合併し揖斐川町が発足。同時に揖斐川町立清水小学校に改称する。
- 1968年（昭和43年） - 新校舎（鉄筋コンクリート造2階建）が完成。
- 1979年（昭和54年） - 校舎（鉄筋コンクリート造3階建）が完成。